# Il Boemo
Il Boemo (literalmente "El bohemo") es una película de 2022 sobre la vida y la carrera del compositor bohemo Josef Mysliveček (1737–1781), dirigido por Petr Václav. Mysliveček fue uno de los compositores de ópera sería más aclamados y prolíficos en Italia durante la segunda mitad del siglo XVIII, y mentor y amigo de Wolfgang Amadeus Mozart. La película está protagonizada por Vojtěch Dyk, Elena Radonicich, Barbara Ronchi y Lana Vlady. La música de la película ha sido grabada por el conjunto checo Collegium 1704, dirigido por Václav Luks, con solistas internacionales como Philippe Jaroussky, Emöke Baráth, Raffaella Milanesi y Simona Šaturová. Fue seleccionada como entrada checa a la mejor película internacional en los Premios Oscar de 2022. Se estrenó en el Festival Internacional de Cine de San Sebastián el 19 de septiembre de 2022 y participó del Festival de Cinema Italiano de Lisboa.

## Reparto
- Vojtěch Dyk: Josef Mysliveček
- Barbara Ronchi: Catalina Gabrielli
- Lana Vladi: Anna Fracassati
- Elena Radonicich: marchesa
- Diego Pagotto: Orfeo Crispi
- Philip Hahn: Wolfgang Amadeus Mozart

## Producción
La película fue coproducida por la República Checa, Italia y Eslovaquia, y contó con el apoyo, entre otros, del Czech Film Fund, el Ministerio de Cultura italiano y el Slovak Audiovisual Fund; el productor es Jan Macola y Mimesis Film, los coproductores son Marco Alessio (Dugong Film) en Italia, Marek Urban (sentimentalfilm) en Eslovaquia y Czech Television y MagicLab en la República Checa. 
Petr Václav ha destacado de entre sus referencias la película Barry Lyndon de Stanley Kubrick, en relación al trabajo de cámara, la iluminación y el estilo narrativo, y Amadeus de Miloš Forman, en cuanto al trabajo con la ópera y la música, como referentes cinematográficos particulares. 

## Particularidades
La región histórica de Bohemia da en español el gentilicio "bohemio-bohemia" y "bohemo-bohema", procedente del latín medieval "bohemus". También la rae, en la acepción 4 de esta palabra la define como:
4. adj. Dicho de un modo de vida: Que se aparta de las normas y convenciones sociales, como el atribuido a los artistas.

## Premios
III edición del Saraqusta Film Festival
| Categoría                                      | Resultado |
| ---------------------------------------------- | --------- |
| Dragón de Oro al mejor largometraje de ficción | Ganador   |